# Ромашка лікарська
Рома́шка ліка́рська (Matricaria chamomilla) — вид роду ромашка родини айстрових.
Однорічна рослина 15—З0 см заввишки, із сильним своєрідним запахом. Латинська назва роду утворена від грецького слова, що означає «мати»[джерело?] (очевидно, пов'язана з лікувальними властивостями саме цієї рослини).
Стебло пряме, циліндричне, голе, розгалужене, до55 см заввишки. Листки чергові, голі, сидячі, перисторозсічені.
Квітки язичкові, маточкові, білі, серединні — двостатеві, трубчасті, жовті, п'ятилопатеві зверху. Квітки ромашки лікарської зранку займають майже вертикальне положення щодо трубчастих у кошику, до 16-ї години вони переходять у горизонтальне положення, а потім починають опускатися донизу і на 19-ту годину притискуються до квітконоса. Цвіте у травні-серпні. Плід — сім'янка.
Росте як бур'ян на полях і городах, в садах, на пустирях, забур'янених місцях, уздовж доріг, на супіщаних і піщаних ґрунтах по всій Україні, але переважно на півдні.
Культивується на плантаціях лікарських рослин.

## Хімічний склад
Суцвіття ромашки аптечної містять 0,2-0,8 % ефірної олії (основними діючими речовинами якої є сесквітерпенові лактони — хамазулін і його попередник рохамазулін); сесквітерпенові вуглеводи (фармазен і кадинін); сесквітерпенові спирти (бізаболол, бізабололоксид, кетоспирт); каприлову кислоту. Крім цього, в суцвіттях наявні сесквітерпенові лектони матрицин і матрикарин, флавоноїди, кумарини, ситостерин, холін, гіркі речовини, полісахариди, каротин, аскорбінова кислота, ізовалеріанова й інші органічні кислоти.

## Практичне використання
Ромашка лікарська — лікарська рослина, відома з глибокої давнини. Для виготовлення лікарських форм використовують висушені квіткові кошики, які збирають на початку цвітіння. Своєрідний аромат і лікувальні властивості рослини зумовлюються наявністю в ній ефірної олії (хамазулен), органічних кислот, кумаринів, мінеральних солей, глікозидів, вітамінів.

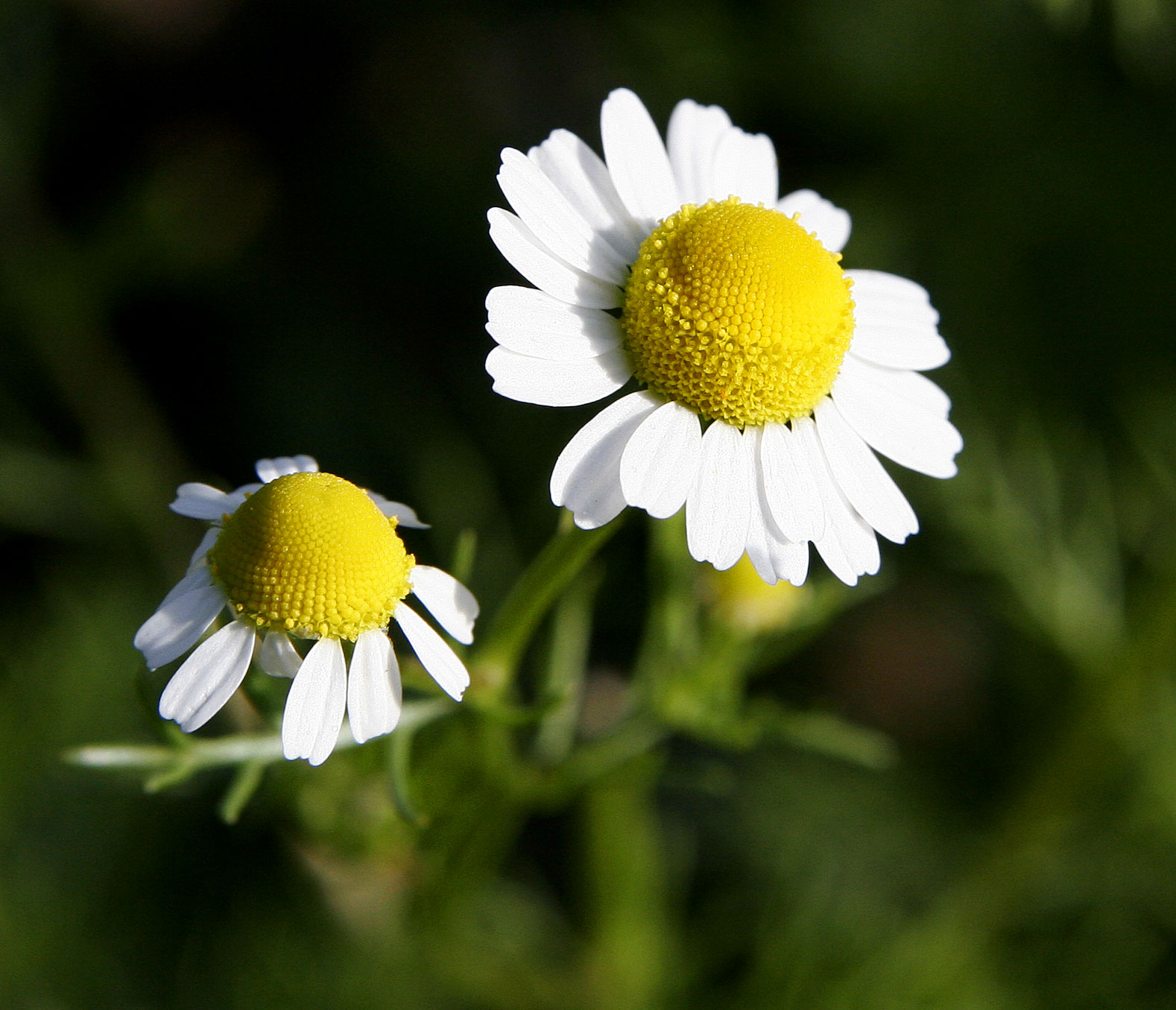

Ромашка лікарська жовчогінна, збуджує апетит, знімає спазми мускулатури шлунково-кишкового тракту, проявляє знеболюючі, заспокійливі властивості.
Застосовують ромашки при гастритах, гепатитах, холециститах, колітах, циститах, підвищеній кислотності шлункового соку, виразковій хворобі шлунка і дванадцятипалої кишки, злоякісних пухлинах, зобі, для обробки гнійних ран і виразок, примочок при кон'юнктивітах, дерматиті, опіках (для запобігання утворення пухирців), для спринцювань при кольпіті. Настій суцвіть ромашки на олії використовують для натирання при ревматизмі та подагрі.
Внутрішньо — настій суцвіть (2 ст. ложки суцвіть на 200 мл окропу) приймати по 2 ст. ложки тричі на день до їжі.
Зовнішньо — компреси, примочки, обмивання, полоскання (настій суцвіть, 1:10). Ромашкова олія: (4 ст. ложки суцвіть ромашки та 100 мл оливкової очищеної олії нагрівають до кипіння і настоюють 10 днів, опісля проціджують. Застосовують при опіках, дерматитах. Ромашкову мазь (дрібно помелене суцвіття розтирають з білим вазеліном або внутрішнім свинячим жиром (1:5) використовують для запобігання утворенню пухирців при опіках.
Крім медицини, використовується у парфюмерному, порцеляновому виробництвах тощо. На пасовищах поїдається тваринами, але надає молоку неприємного запаху.
У посівах — надокучливий бур'ян. Уведено в культуру.

## Екологія
Ромашка лікарська — типовий мезофіт, однак на найбільш ранніх етапах онтогенезу для отримання сходів та їх розвитку потрібні умови підвищеної вологості, особливо в перші 5—7 днів після посіву. У сухому ґрунті і на його поверхні насіння не проростає взагалі. Генеративні рослини витримують короткочасну посуху, скорочуючи при цьому період цвітіння і загальну тривалість життя. Підвищена вологість ґрунтів і повітря сприяє розростанню вегетативних частин і розтягує період цвітіння. Не переносить застою води, віддає перевагу дренованим родючим суглинистим ґрунтам. Ромашка світлолюбна протягом усього життя. При слабкому затіненні відбувається збільшення маси ростових органів і різко знижується маса плодоносних органів за рахунок зменшення кількості кошиків та їх розмірів. Світлолюбність ромашки призводить до випадання цієї рослини з травостою, утвореного швидкоростучими і високими видами. Ромашка — рослина довгого дня. При штучному скороченні тривалості освітлення до 10 годин на добу зменшується кількість суцвіть на одній рослині. При вирощуванні рослин на «короткому дні» протягом 50 діб суцвіття не утворювалися взагалі, але виростали густооблистяні стебла. При продовженні досліду до 60 діб рослини розвивали тільки розеткові листки. Оптимальною температурою вегетаційного періоду для ромашки вважається 19—21 °C. При підвищенні температури повітря до 28—31 °C зменшуються кількість суцвіть та їх величина.
Ромашка лікарська дуже чутлива до добрив. У фазі розетки позитивний вплив мають фосфорні добрива; в період інтенсивного росту стебел збільшується потреба в азоті та калії. Надлишок солей фосфору прискорює цвітіння і скорочує тривалість життя рослин. Посилене азотне живлення викликає подовження періоду вегетації, посилює утворення суцвіть у більш пізній період. Інтенсивне калійне живлення сприятливе для росту вегетативних органів, але не має суттєвого впливу на врожай суцвіть. Серед азотних добрив аміачні солі сприяють кращому перенесенню рослинами несприятливих зовнішніх умов. Відзначено позитивний вплив ряду мікроелементів (марганцю, кобальту, міді, бору) на розвиток ромашки і врожай її суцвіть. Вапнування кислих ґрунтів веде до посиленого росту листків і зменшення частки стебел і суцвіть у загальній надземній масі. При цьому зменшується споживання рослинами поживних речовин, що призводить до зниження врожаю кошиків.

## Фітоценологія
Через яскраво виражену світлолюбність ромашка лікарська не витримує конкуренції зі швидкоростучими травами, тому росте тільки в несформованих фітоценозах: на перелогах, пустирях, узбіччях залізничних і шосейних доріг, у населених пунктах, садах, виноградниках, посівах зернових і просапних культур тощо. Оскільки такі місцезростання перебувають під постійним контролем і впливом людини, зарості ромашки від року до року різко змінюють свої площі, аж до повного зникнення цієї рослини в деяких місцях. Окрім господарської діяльності людини, у зникненні і так само несподіваній появі ромашки важливим фактором є погода в період формування плодів і в період проростання насіння. У найбільш щільних заростях чисельність ромашки досягає 750 шт на 1 м².

## Вирощування
Ромашка не потребує особливого ґрунту, хоча найкраще росте на збалансованих ґрунтах з хорошим верхнім шаром. Її можна висаджувати як однорічну культуру восени або навесні, або з нею можна поводитися як з багаторічною рослиною завдяки її здатності до самосіву. Попелиці є основними комахами-шкідниками при вирощуванні ромашки. Найзначнішими її хворобами в Європі є несправжня борошниста роса, борошниста роса та іржа. Рослина ромашки часто цвіте 2-3 рази на рік. Це враховується кількаразовим збором врожаю протягом року. Період цвітіння становить близько 50-65 днів, тоді як розвиток квітки займає близько 20-25 днів.

## Потенційні побічні ефекти
Ромашка - родичка амброзії, може викликати симптоми алергії і може перехресно реагувати з пилком амброзії у осіб з алергією на амброзію. Контактний дерматит може виникнути при дотику до рослини. При вживанні чаю існує потенціал для взаємодії ліків з антикоагулянтами.

## Фітохімія
Квітки містять від 0,3 до 1,5% ефірної олії. Її видобувають шляхом дистиляції, здебільшого зі свіжих квіткових бруньок і квітконіжок. Бісаболол становить до 33% вмісту олії.
У квітках ромашки ідентифіковано більше 120 хімічних складників, більшість із яких знаходяться в ефірній олії. Хімічні складники ефірної олії включають бісаболол, фарнезен, хамазулен, апігенін, кверцетин, патулетин, лютеолін і кумарин.

## Інші назви
Рома́н (пестл. романе́ць), рома́нок, рома́шка апте́чна, роме́н, рум'я́н, рум'я́нок, рум'янка.
Matricaria recutita, Chamomilla recutita, Matricaria chamomilla